# Partagás

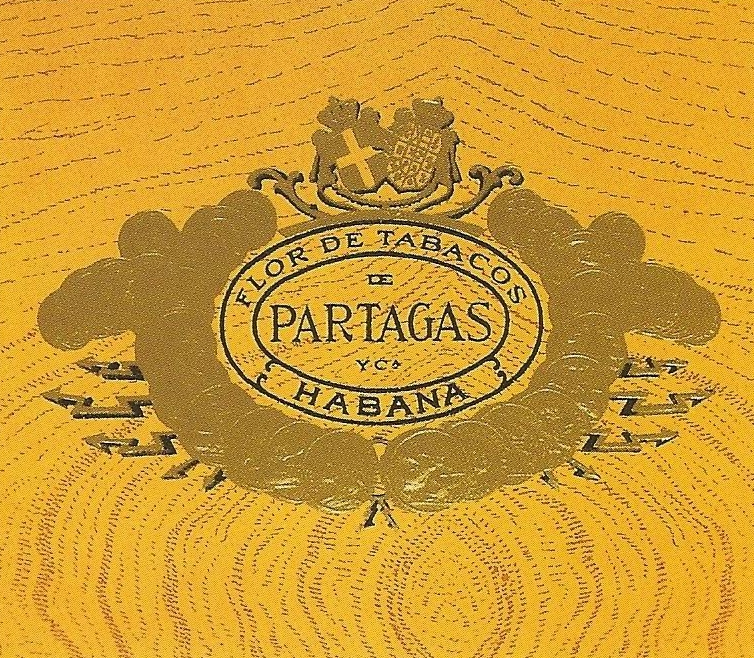
Logo der Marke Partagas

Die Zigarrenmarke Partagás Habana ist eine der ältesten und bekanntesten Zigarrenmarken aus Kuba und wird durch Cubatabaco produziert. Eine nicht-kubanische Version mit dem Etikett „Partágas 1845“ wird in der Dominikanischen Republik durch General Cigar, einen US-amerikanischen Tabakkonzern, aus dominikanischen, jamaikanischen, mexikanischen und kamerunischen Tabaken hergestellt.

## Geschichte

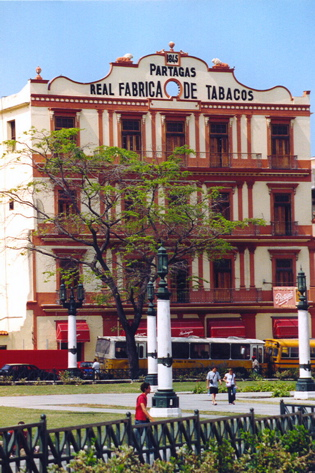
Die „Partagás“ Zigarrenfabrik hinter dem Kapitol

Die Marke ist benannt nach dem Katalanen Don Jaime Partagás Ravelo, der 1845 in Havanna die Real Fábricas de Tabaco Partagás (Königliche Tabakfabriken Partagas) gründete. Die Fabrik ist die einzige Zigarrenfabrik, die seitdem bis heute ununterbrochen die Fabrikation aufrechterhielt. Der Name der Fabrik wurde wahrscheinlich gewählt, da sie mehrere europäische und asiatische Königshäuser belieferte. Bereits bei der Weltausstellung 1867 in Paris erhielt die Zigarre eine Auszeichnung.
Jaime Partagás besaß mehrere Plantagen im kubanischen Tabakanbaugebiet Vuelta Abajo. Dadurch war er in der Lage auf umfangreiche Tabakvorräte zuzugreifen. Außerdem experimentierte er mit verschiedenen Fermentations- und Reifeverfahren. Der Legende nach war er der erste, der Vorleser beschäftigte, die die Zigarrenroller während ihrer monotonen Arbeit unterhielten.
Partágas wurde 1868 (nach anderen Quellen 1864) ermordet, worauf die Firma von seinem Sohn José Partagás weitergeführt wurde. 1877 wurde die Firma an den Unternehmer José A. Bance verkauft, der Partagás 1888 in eine Aktiengesellschaft umwandelte, aber Anteile daran behielt. Im Jahre 1900 wurden die Aktien von dem Unternehmen Cifuentes, Fernández y Cía mit den Partnern Ramón Cifuentes und Baldomero Fernández übernommen.
Im Jahre 1916 scheint Fernández die Firma verlassen zu haben, worauf Cifuentes mit Francisco Pego-y-Pita die neue Firma Cifuentes, Pego y Cía gründete. Im Jahre 1927 wurde die Marke Ramón Allones erworben. In diesen Jahren erschien auch eine nach Cifuentes benannte neue Marke.
Cifuentes starb schließlich im Jahre 1938, und Pego verkaufte seine Anteile an die Familie Cifuentes unter Führung von Cifuentes Sohn Ramon jun. Die Firma wurde daraufhin in Cifuentes y Cía umbenannt. Die Marken Bolívar und La Gloria Cubana wurden 1954 von José F. Rocha erworben und daraufhin in der eigenen Fabrik hergestellt.
Nach den Verstaatlichungen, die 1961 der kubanischen Revolution folgten, wurde dem Familienoberhaupt Ramón Cifuentes die Führung der nationalen Tabakindustrie angeboten. Cifuentes lehnte ab, und die Familie floh aus dem Land, worauf hin die neugegründete Cubatabaco die Fabrik (umbenannt in 'Francisco Pérez Germán') und Produktion weiterführte. Nach einer Pause von fast 17 Jahren begann Ramón Cifuentes 1977 mit der Herstellung der Partágas und Bolívars für den US-amerikanischen Markt in Jamaika und später der Dominikanischen Republik für General Cigar. Ramón Cifuentes starb im Jahre 2000.
Im Jahre 2002, einige Jahre nach dem Kauf eines 50 %-Anteils an Habanos S.A. durch den spanisch-französischen Tabakkonzern Altadis wurden tiefgreifende Veränderungen in der kubanischen Zigarrenproduktion vorgenommen. So wurde entschieden, dass die einzelnen Marken entweder nur manuell oder nur maschinell hergestellte Zigarren im Programm haben sollten. Außerdem wurden viele Zigarren, die nur geringe Verkaufszahlen aufwiesen, eingestellt. Partagas hatte bis dahin eine Vielzahl von hand- und maschinengerollten Zigarren produziert, weswegen das Portfolio der Marke stark beschnitten wurde.
Die Zigarren von Partagás sind Longfiller Premiumzigarren von starkem Aroma und waren in ca. 40 verschiedenen Formaten erhältlich. Das Fabrikgebäude in Havanna in der Calle Industria Nr. 520 ist heute ein beliebtes Touristenziel.

## Formate

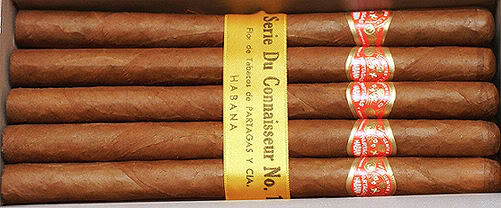
Kabinettkiste Partagas Serie du Connoisseur No. 1

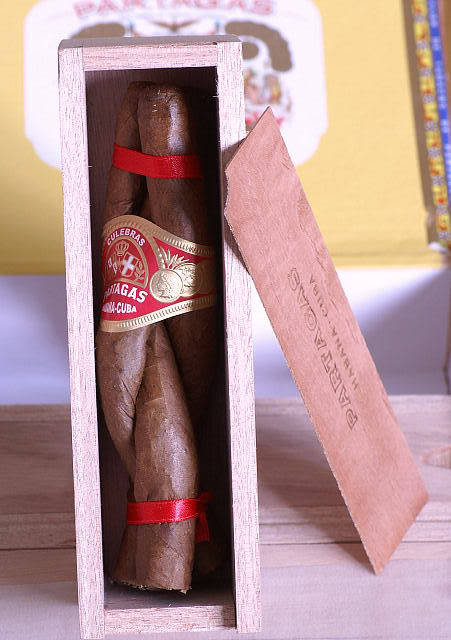
3er-Zopf Partagas Culebras im Schiebedeckel-Kistchen

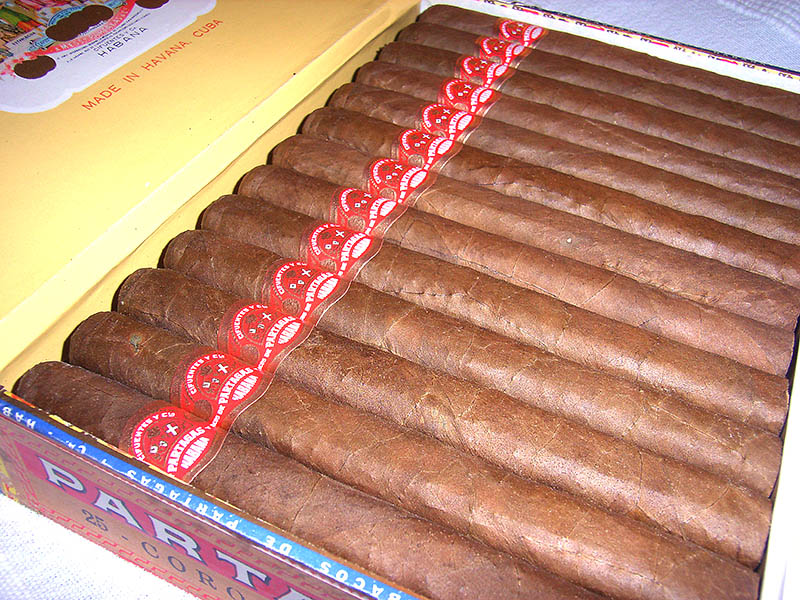
Kiste Partagas Coronas

### Reguläre Produktion
Handelsname – Vitola de Galera – Maße
- 8-9-8 Cabinet Seleccion Varnished – Dalias – 170 × 17 mm
- Aristocrats – Petit Cetros – 129 × 16 mm
- Coronas Junior – Coronitas – 117 × 16 mm
- Coronas Senior – Eminentes – 132 × 16,5 mm
- Culebras – Culebras – 146 × 15,5 mm (Drei Zigarren zu einem Zopf geflochten)
- Habaneros – Belvederes – 125 × 15,5 mm
- Lusitanias – Prominentes – 194 × 19,5 mm (Das Flaggschiff)
- Mille Fleurs – Petit Coronas – 129 × 16,5 mm
- Partagas de Luxe – Cremas – 140 × 16 mm
- Petit Coronas Especiales – Eminentes – 132 × 16,67 mm
- Presidentes – Tacos – 158 × 18,55 mm
- Princess – Conchitas – 127 × 14 mm
- Salomones – Salomón – 184 × 22 mm  (Eingeführt 2008 exklusiv für Casa del Habanos)
- Serie D No.4 – Robustos – 124 × 20 mm
- Serie D No.5 - petit Robusto – 110 × 19,84 mm
- Serie D No.6 - petit Robusto – 90 × 19,84 mm
- Serie E No.2 - Robusto Extra / Duke – 140 × 21,43 mm
- Serie P No.2 – Pirámides – 156 × 20,5 mm (Eingeführt 2005)
- Serie Connaisseur No. 1 – Delicados – 192 × 15 mm
- Serie Connaisseur No. 2 – Parejos – 166 × 15 mm
- Serie Connaisseur No. 2 – Carlotas – 143 × 14 mm
- Shorts – Minutos – 110 × 16,5 mm
- Super Partagas – Cremas – 140 × 16 mm

### Eingestellte Zigarren (Auswahl)
- Churchills de Luxe – Julieta No. 2 - 178 × 18,65 mm
- Coronas – Coronas – 142 × 16,67 mm
- Belvederes – Short Panatela – 125 × 15,48 mm
- Petit Coronas – Marevas – 129 × 16,67 mm